# Hopman Cup

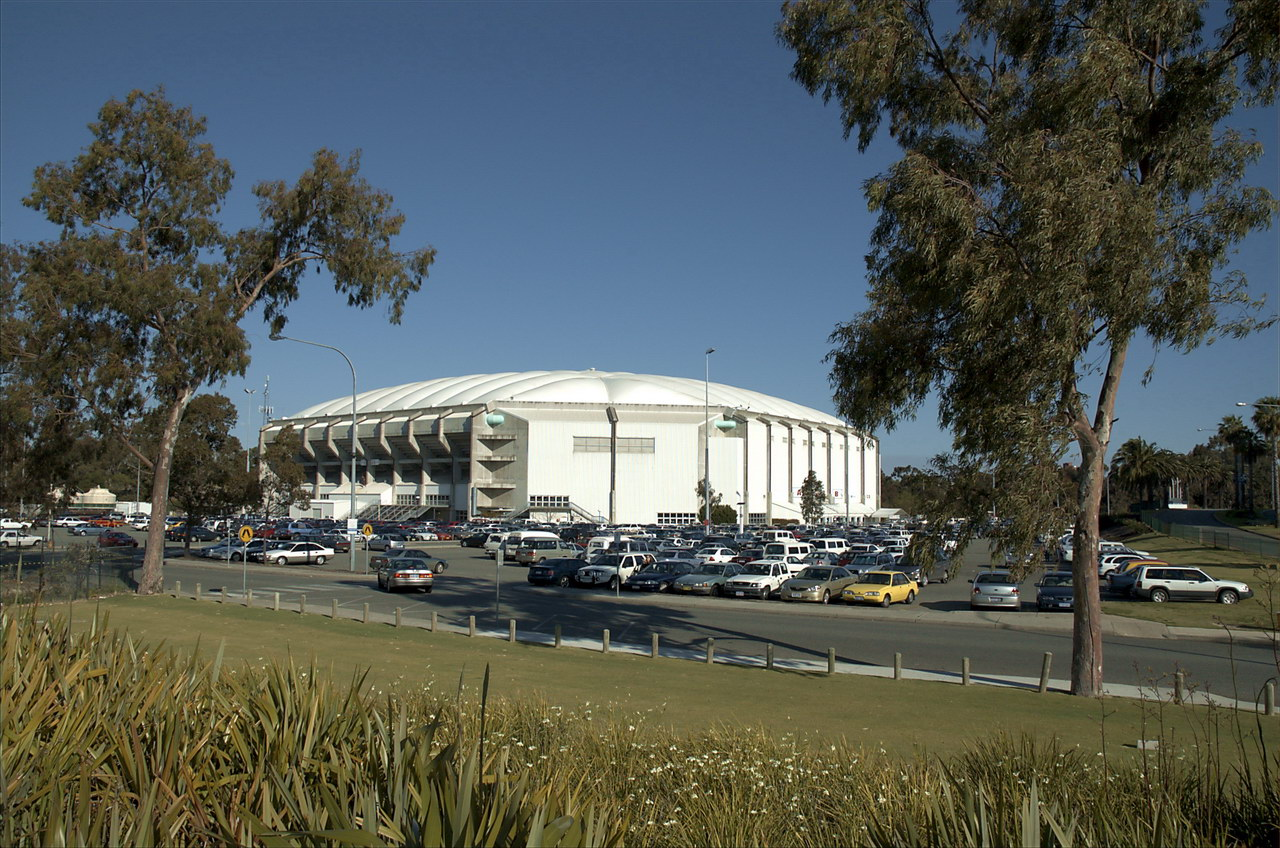
Der Burswood Dome war von 1989 bis 2012 Austragungsort

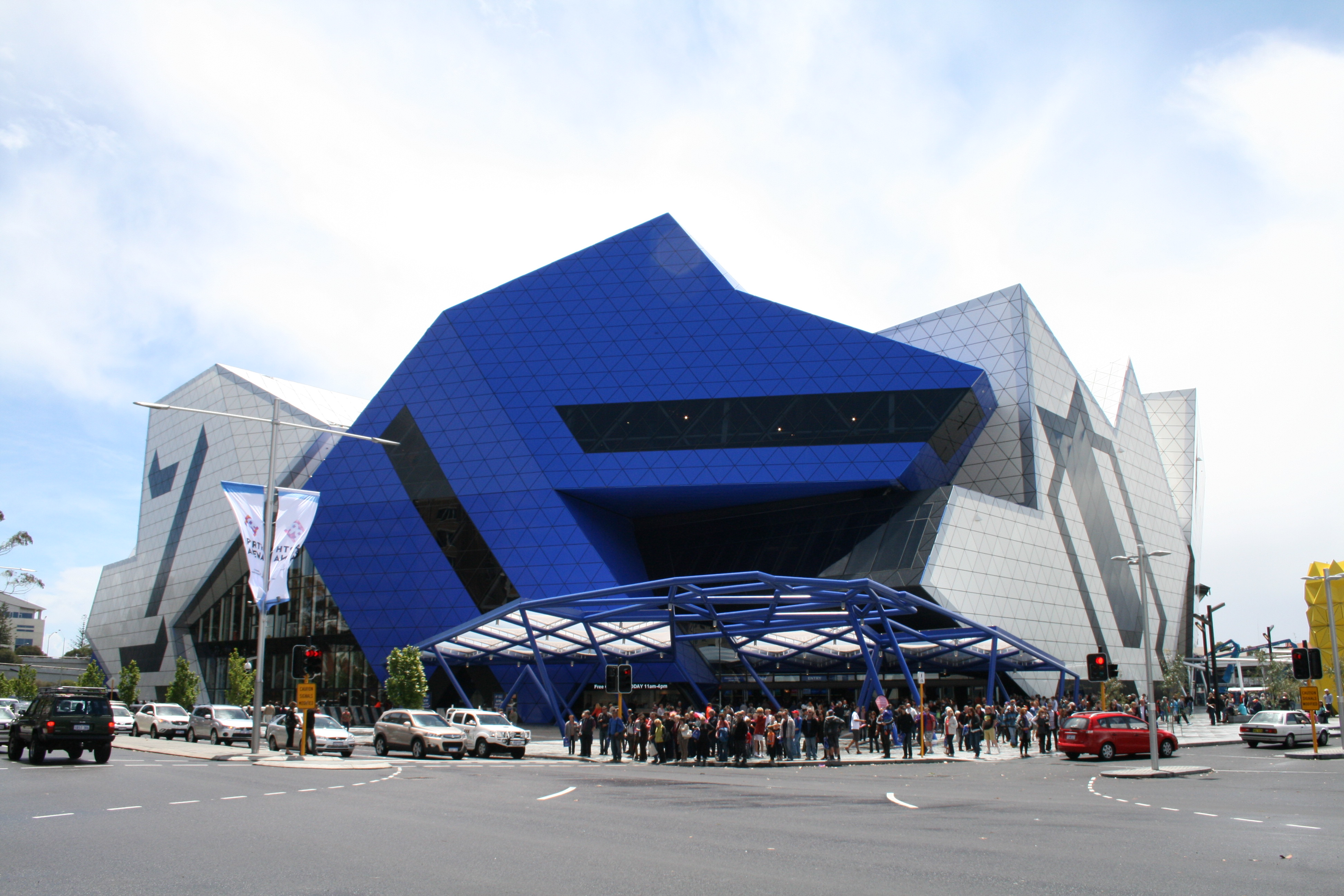
Die Perth Arena, 2013 bis 2019 Veranstaltungsort des Turniers

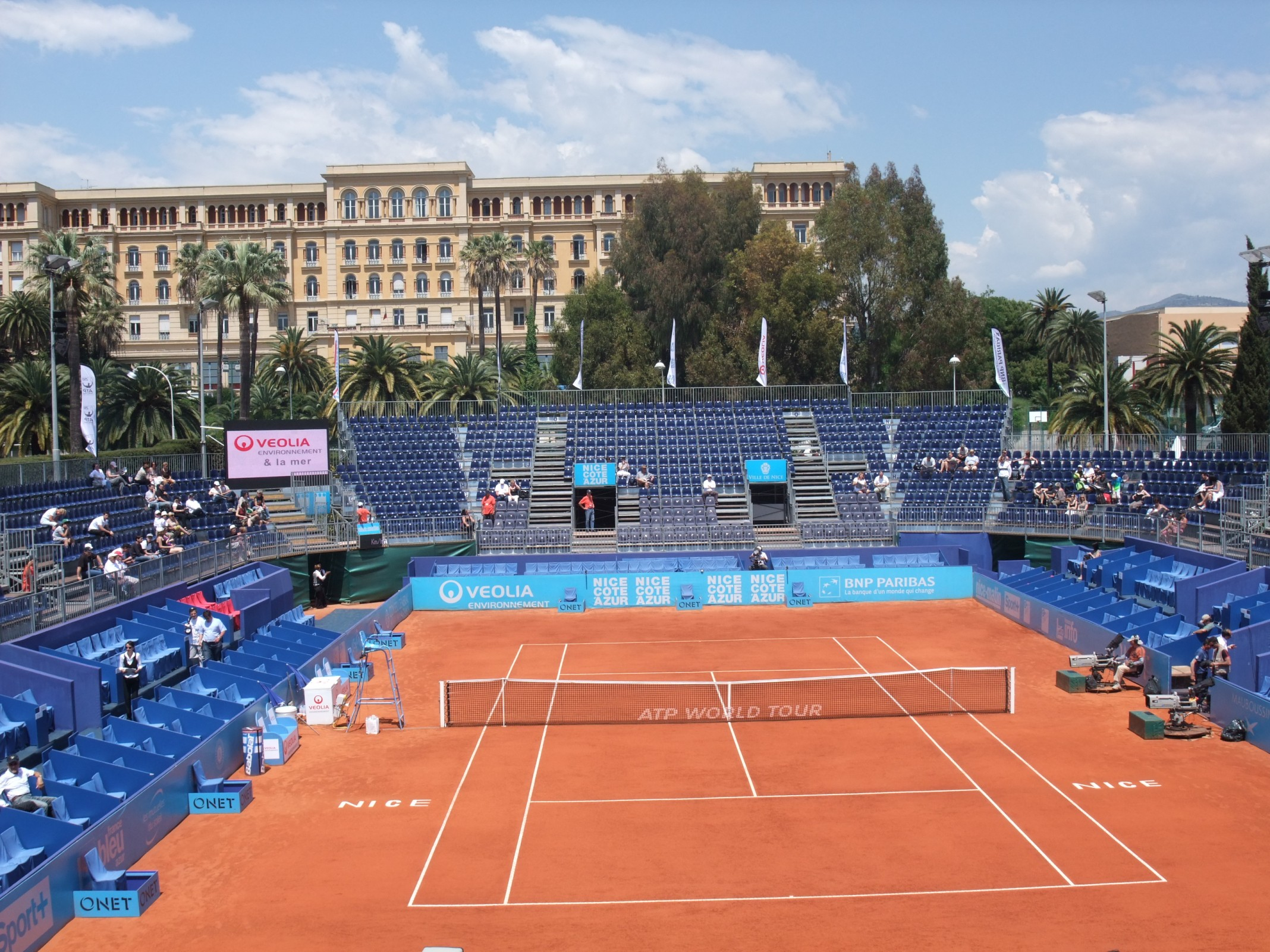
Der Nice Lawn Tennis Club (Court Central), der seit 2023 Spielort ist

Beim Hopman Cup, einem Nationenvergleich im Tennis mit dem Schwerpunkt auf dem Mixedturnier, treten acht Nationalmannschaften an. Gespielt werden ein Herren- und ein Dameneinzel sowie ein Mixed. Benannt wurde die Veranstaltung nach dem australischen Tennisspieler Harry Hopman, der an der Seite seiner Ehefrau Nell Mixed spielte. Veranstalter dieses reinen Einladungsturniers ist die ITF.
Der Hopman Cup stand gleichberechtigt neben dem Davis Cup und dem Fed Cup. Er wurde nach der Austragung 2019 zunächst eingestellt und im Turnierkalender der Männer durch den ATP Cup ersetzt.

## Geschichte
Die Idee für die Veranstaltung wurde erstmals 1984 diskutiert. Es dauerte jedoch bis zum Jahr 1988, dass der Wettbewerb tatsächlich durchgeführt wurde. Seither wird er jedes Jahr kurz vor oder nach dem Jahreswechsel im australischen Perth ausgetragen.
Der Wettkampfmodus wurde im Laufe der Jahre öfters verändert. Die Anzahl der teilnehmenden Nationen wechselte zwischen acht (bei der ersten Austragung 1988/89) und zwölf (zweite bis siebente Austragung), mit der achten Auflage des Hopman Cups kehrte man zu acht Teilnehmernationen zurück. Die Reihenfolge der Matches änderte sich nach zwei Jahren von Dameneinzel, Mixed, Herreneinzel zu Dameneinzel, Herreneinzel, Mixed, um dem Mixed zu einem attraktiveren, mitunter spielentscheidenden Stellenwert zu verhelfen. Seit der achten Veranstaltung wird auch nicht mehr das bei Tennisturnieren übliche K.-o.-System angewandt, sondern es wurde ein Round-Robin-System mit zwei Gruppen zu je vier Teilnehmern eingeführt, womit man vor allem den Zuschauern entgegenkam. Auch der Qualifikationsmodus für das Turnier sowie die Anzahl der gesetzten Nationen und deren Platzierung in der Setzliste wurden mehrfach verändert.
Rekordsieger sind die USA, die das Turnier bisher sechsmal (zuletzt 2011) gewonnen haben. Die USA und die Schweiz sind die einzigen Nationen, die den Titel erfolgreich verteidigen konnten. Roger Federer gewann das Turnier bisher als einziger Spieler dreimal (2001, 2018 und 2019).
Der erste Sieg eines deutschen Paares gelang im Jahr 1993, als Steffi Graf und Michael Stich gegen das spanische Team den Titel gewannen, wobei Graf trotz einer Knöchelverletzung im Finale spielte. Sie war schon bei der ersten Austragung des Hopman Cup als Spielerin und zusätzlich als Werbeträgerin dabei, obwohl sie sonst kaum Mixed spielte. Zwei Jahre später konnten auch Boris Becker und Anke Huber mit einem hartumkämpften Sieg über die ukrainische Paarung einen Erfolg verbuchen.
Für die Zuschauer ist das Turnier vor allem deswegen interessant, weil häufig die beiden bestplatzierten Spieler (Damen und Herren) eines Landes antreten und im Mixed dann sogar zusammen auf dem Platz stehen. So hatte man beim Hopman Cup unter anderem die Gelegenheit, die eher seltene Kombination Becker/Graf auf dem Platz zu sehen. 2019 trafen erstmals in einem offiziellen Match Serena Williams und Roger Federer, von vielen als die größten ihrer Zunft bezeichnet, aufeinander.
Bis 2012 war der Burswood Dome Veranstaltungsort des Turniers, von 2013 bis 2019 fand es in der Perth Arena statt. 2016 nahm mit Australien erstmals ein Land mit zwei Teams teil, so dass nur sechs andere Länder eingeladen wurden. Ab 2017 wurde das Mixed-Doppel im Fast4 Tennis gespielt.
Die Ausgabe 2020 wurde zugunsten des neu in den Turnierplan aufgenommenen ATP Cup nicht ausgetragen. Der Hopman Cup soll ab 2023 wieder stattfinden. Dies gab die International Tennis Federation (ITF) am 6. Dezember 2022 bekannt. Das Turnier wechselt zunächst von 2023 bis 2027 an den neuen Standort im französischen Nizza. Gespielt wird auf Sand im Nice Lawn Tennis Club. Mit dem Austragungsort ändert sich auch der Termin im Tourplan. Zu jeder Mannschaft gehört eine Spielerin und ein Spieler. Die erste Ausgabe soll vom 19. bis 23. Juli 2023 stattfinden. 2023 wurde mit sechs Mannschaften geplant. Da sowohl der Hopman Cup als auch die Olympischen Spiele 2024 Jahr in Frankreich stattfinden, wurde der Hopman Cup bis 2025 ausgesetzt. 2025 soll das Teilnehmerfeld auf acht Nationen erweitert werden. Frankreich stellt als Gastgeber jedes Jahr eine Mannschaft. Wie bisher auch werden ein Herren- und Dameneinzel sowie ein Mixed gespielt.

## Titelgewinner
| Jahr      | Sieger               | Finalist               | Ergebnis         | Spieler des Siegerteams                    |
| --------- | -------------------- | ---------------------- | ---------------- | ------------------------------------------ |
| 1989      | Tschechoslowakei     | Australien             | 2:0              | Miloslav Mečíř, Helena Suková              |
| 1990      | Spanien              | Vereinigte Staaten     | 2:1              | Emilio Sánchez, Arantxa Sánchez Vicario    |
| 1991      | Jugoslawien          | Frankreich             | 3:0              | Goran Prpić, Monica Seles                  |
| 1992      | Schweiz              | Tschechoslowakei       | 2:1              | Jakob Hlasek, Manuela Maleeva-Fragnière    |
| 1993      | Deutschland          | Spanien                | 2:1              | Michael Stich, Steffi Graf                 |
| 1994      | Tschechien           | Deutschland            | 2:1              | Petr Korda, Jana Novotná                   |
| 1995      | Deutschland          | Ukraine                | 2:1              | Boris Becker, Anke Huber                   |
| 1996      | Kroatien             | Schweiz                | 2:1              | Goran Ivanišević, Iva Majoli               |
| 1997      | Vereinigte Staaten   | Südafrika              | 2:1              | Justin Gimelstob, Chanda Rubin             |
| 1998      | Slowakei             | Frankreich             | 2:1              | Karol Kučera, Karina Habšudová             |
| 1999      | Australien           | Schweden               | 2:1              | Mark Philippoussis, Jelena Dokić           |
| 2000      | Südafrika            | Thailand               | 3:0              | Wayne Ferreira, Amanda Coetzer             |
| 2001      | Schweiz              | Vereinigte Staaten     | 2:1              | Roger Federer, Martina Hingis              |
| 2002      | Spanien              | Vereinigte Staaten     | 2:1              | Tommy Robredo, Arantxa Sánchez Vicario     |
| 2003      | Vereinigte Staaten   | Australien             | 3:0              | James Blake, Serena Williams               |
| 2004      | Vereinigte Staaten   | Slowakei               | 2:1              | James Blake, Lindsay Davenport             |
| 2005      | Slowakei             | Argentinien            | 3:0              | Dominik Hrbatý, Daniela Hantuchová         |
| 2006      | Vereinigte Staaten   | Niederlande            | 2:1              | Taylor Dent, Lisa Raymond                  |
| 2007      | Russland             | Spanien                | 2:0              | Dmitri Tursunow, Nadja Petrowa             |
| 2008      | Vereinigte Staaten   | Serbien                | 2:1              | Mardy Fish, Serena Williams                |
| 2009      | Slowakei             | Russland               | 2:0              | Dominik Hrbatý, Dominika Cibulková         |
| 2010      | Spanien              | Vereinigtes Königreich | 2:1              | Tommy Robredo, María José Martínez Sánchez |
| 2011      | Vereinigte Staaten   | Belgien                | 2:1              | John Isner, Bethanie Mattek-Sands          |
| 2012      | Tschechien           | Frankreich             | 2:0              | Tomáš Berdych, Petra Kvitová               |
| 2013      | Spanien              | Serbien                | 2:1              | Fernando Verdasco, Anabel Medina Garrigues |
| 2014      | Frankreich           | Polen                  | 2:1              | Jo-Wilfried Tsonga, Alizé Cornet           |
| 2015      | Polen                | Vereinigte Staaten     | 2:1              | Jerzy Janowicz, Agnieszka Radwańska        |
| 2016      | Australien Team Grün | Ukraine                | 2:0              | Nick Kyrgios, Darja Gawrilowa              |
| 2017      | Frankreich           | Vereinigte Staaten     | 2:1              | Richard Gasquet, Kristina Mladenovic       |
| 2018      | Schweiz              | Deutschland            | 2:1              | Roger Federer, Belinda Bencic              |
| 2019      | Schweiz              | Deutschland            | 2:1              | Roger Federer, Belinda Bencic              |
| 2020–2022 | keine Austragung     | keine Austragung       | keine Austragung | keine Austragung                           |
| 2023      | Kroatien             | Schweiz                | 2:0              | Borna Ćorić, Donna Vekić                   |
| 2024      | keine Austragung     | keine Austragung       | keine Austragung | keine Austragung                           |
| 2025      | Kanada               | Italien                | 2:1              | Félix Auger-Aliassime, Bianca Andreescu    |

## Rekordsieger
Als einzige Nation konnten die USA den Hopman Cup bereits sechsmal gewinnen. Insgesamt haben sich bisher 12 Nationen in die Siegerliste eingetragen.
| Anzahl | Nation             | Siegerjahre                        |
| ------ | ------------------ | ---------------------------------- |
| 6      | Vereinigte Staaten | 1997, 2003, 2004, 2006, 2008, 2011 |
| 4      | Spanien            | 1990, 2002, 2010, 2013             |
| 4      | Schweiz            | 1992, 2001, 2018, 2019             |
| 3      | Slowakei           | 1998, 2005, 2009                   |
| 2      | Deutschland        | 1993, 1995                         |
| 2      | Tschechien         | 1994, 2012                         |
| 2      | Australien         | 1999, 2016                         |
| 2      | Frankreich         | 2014, 2017                         |
| 2      | Kroatien           | 1996, 2023                         |
| 1      | Kanada             | 2025                               |
| 1      | Polen              | 2015                               |
| 1      | Russland           | 2007                               |
| 1      | Südafrika          | 2000                               |
| 1      | Tschechoslowakei   | 1989                               |
| 1      | Jugoslawien        | 1991                               |

Stand: November 2023

## Rekordteilnehmer

### Mannschaften
Gastgeber Australien war bei allen 31 Turnieren dabei.
Die folgenden Nationen haben mindestens fünf Mal teilgenommen:
| Anzahl | Nation                               | Teilnahmen                                                           |
| ------ | ------------------------------------ | -------------------------------------------------------------------- |
| 31     | Australien                           | 1989–2019                                                            |
| 30     | Vereinigte Staaten                   | 1990–2019                                                            |
| 24     | Frankreich                           | 1989–1999, 2002, 2004, 2007–2009, 2011–2017, 2019                    |
| 16     | Tschechien (12) Tschechoslowakei (4) | 1993–1995, 2004, 2005, 2007, 2008, 2012, 2014–2017 1989–1992         |
| 18     | Deutschland                          | 1989, 1991–1998, 2005, 2006, 2009, 2010, 2013, 2016–2019             |
| 17     | Spanien                              | 1990–1995, 1998, 1999, 2002, 2003, 2007, 2010, 2012–2014, 2017, 2019 |
| 12     | Schweiz                              | 1991–1994, 1996, 1997, 1999, 2001, 2002, 2017–2019                   |
| 11     | Russland (8) GUS (1) Sowjetunion (2) | 2001, 2004–2007, 2009, 2010, 2018 1992 1990–1991                     |
| 10     | Südafrika                            | 1993–2001, 2013                                                      |
| 10     | Italien                              | 1990, 1991, 2002, 2003, 2005, 2009, 2011, 2013–2015                  |
| 09     | Schweden                             | 1989, 1990, 1992, 1994, 1995, 1998–2000, 2006                        |
| 09     | Vereinigtes Königreich               | 1989, 1991, 1992, 2010, 2011, 2015–2017, 2019                        |
| 08     | Niederlande                          | 1990–1992, 1994–1996, 2005, 2006                                     |
| 08     | Slowakei                             | 1998–2001, 2003–2005, 2009                                           |
| 07     | Belgien                              | 2000–2004, 2011, 2018                                                |
| 05     | Argentinien                          | 1995, 2002, 2005, 2006, 2008                                         |
| 05     | Österreich                           | 1990, 1993–1995, 2000                                                |

Stand: Januar 2019
1. ↑  2016 nahm Australien mit zwei Teams teil

### Spieler
Am häufigsten teilgenommen (mindestens fünf Teilnahmen) haben:
- Amanda Coetzer mit 9 Teilnahmen (1993–2001)
- Arantxa Sánchez Vicario mit 8 Teilnahmen (1990–1993, 1998–2000, 2002)
- Lleyton Hewitt mit 8 Teilnahmen (2002–2004, 2009–2012, 2016)
- Wayne Ferreira mit 7 Teilnahmen (1993, 1996–2001)
- Alicia Molik mit 7 Teilnahmen (2002–2005, 2007, 2008, 2011)
- Mark Philippoussis mit 6 Teilnahmen (1996, 1997, 1999, 2000, 2005, 2007)
- James Blake mit 5 Teilnahmen (2000, 2003–2005, 2009)
- John Isner mit 5 Teilnahmen (2010, 2011, 2013–2015)
- Emilio Sánchez Vicario mit 5 Teilnahmen (1990–1994).
- Roger Federer mit 5 Teilnahmen (2001, 2002, 2017–2019)

Das Geschwisterpaar Arantxa und Emilio Sánchez trat viermal (1990–1993) zusammen an.
Stand: Januar 2019